# Alf Poier
Alf Poier (Estiria, 22 de febrero de 1967) es un artista y comediante austriaco.
Nacido en Judenburg en Estiria, comenzó haciendo cabaret en 1995 en Graz, y ha ganado varios premios por su trabajo, incluyendo el Salzburger Stier en 1998, el Deutscher Kleinkunstpreis, Prix Phanteon y RTL Comedy Award en 2000 y el Karl Austrico en 2002.
En 2003, Poier participó en el Festival de la Canción de Eurovisión 2003 y aseguró el 6º lugar con su canción Weil Der Mensch Zählt (literalmente "Porque lo humano cuenta"). La canción, y su número, fueron una parodia de los excesos del festival.
Aunque su resultado fue considerablemente mejor que la mayoría de las predicciones antes del festival, Poier pasó varias horas diciéndole a todos los que escucharan que su 'baja' posición era un escándalo, que Europa había demostrado no tener ningún gusto musical, y que nos estaba seguro si la vergüenza le permitiría regresar a Austria. Esto incluyó una aparición en Liquid Eurovision, transmitido en BBC Three en el Reino Unido inmediatamente después de que el festival del 2003 terminara, donde después de decir todo lo anterior gritó: "I hate this contest! F*** this contest!" ("¡Odio el festival! ¡Al diablo con el festival!"), causando las risas de los presentes.
En 2005, su entrada para representar a Austria en el festival por una segunda vez lo puso en el centro la atención por razones más serias, ya que algunas personas se sintieron ofendidas por la letra de su canción, Good Old Europe is Dying ("La buena vieja Europa está muriendo"). Habiendo eliminado las líneas ofensivas, aunque diciendo que estaban malinterpretadas, Poier logró que la canción llegara hasta la selección nacional pero fue vencida por un margen muy pequeño por la banda de folk Global Kryner. Al final, según él perdió porque en "Y Así", Global Kryner logró hacer una canción que era más colorida que cualquier cosa que Poier hubiera intentado, incluyendo música de estilo latino con algo de yodelling incluido dentro de la misma. A pesar de ello, Poier argumentó que había sido una victoria moral después de que se conoció que su canción había tenido más votos, y sólo fue vencida por el sistema de puntos regionales que usaron.

## Eurovisión 2011: Dusseldorf
Después de que Alemania ganará Eurovisión en 2011, la cadena austriaca ORF se replanteó volver a participar en el certamen de la UER, cosa que no hacía desde 2007 con Get A Life,Get Alive de Eric Papilaya, no pasando de la semifinal. En el mes de julio, Austria confirmó su vuelta en el festival de 2011, donde posiblemente escogería a su representante en el concurso de talentos 
Helden Von Morgen, pero finalmente no fue así, sino que en octubre, la cadena anunció que haría una final nacional en febrero con los votos del televoto y un jurado de expertos, pero la cadena no descartó incluir comodines del programa Helden Von Morgen. El día 12 de noviembre, ORF confirmó el 25 de febrero como la fecha de su final nacional, donde se ha confirmado que Alf, se presentará a la preselección de este año, y una votación en internet elegirá los artistas que pasarán a la final.¹
Alf Poier estuvo entre los 30 elegidos por la cadena ORF para representar a Austria en 2011, siendo Nadine Beiler la seleccionada.
¹ 